# Municipis i ciutats de Sèrbia

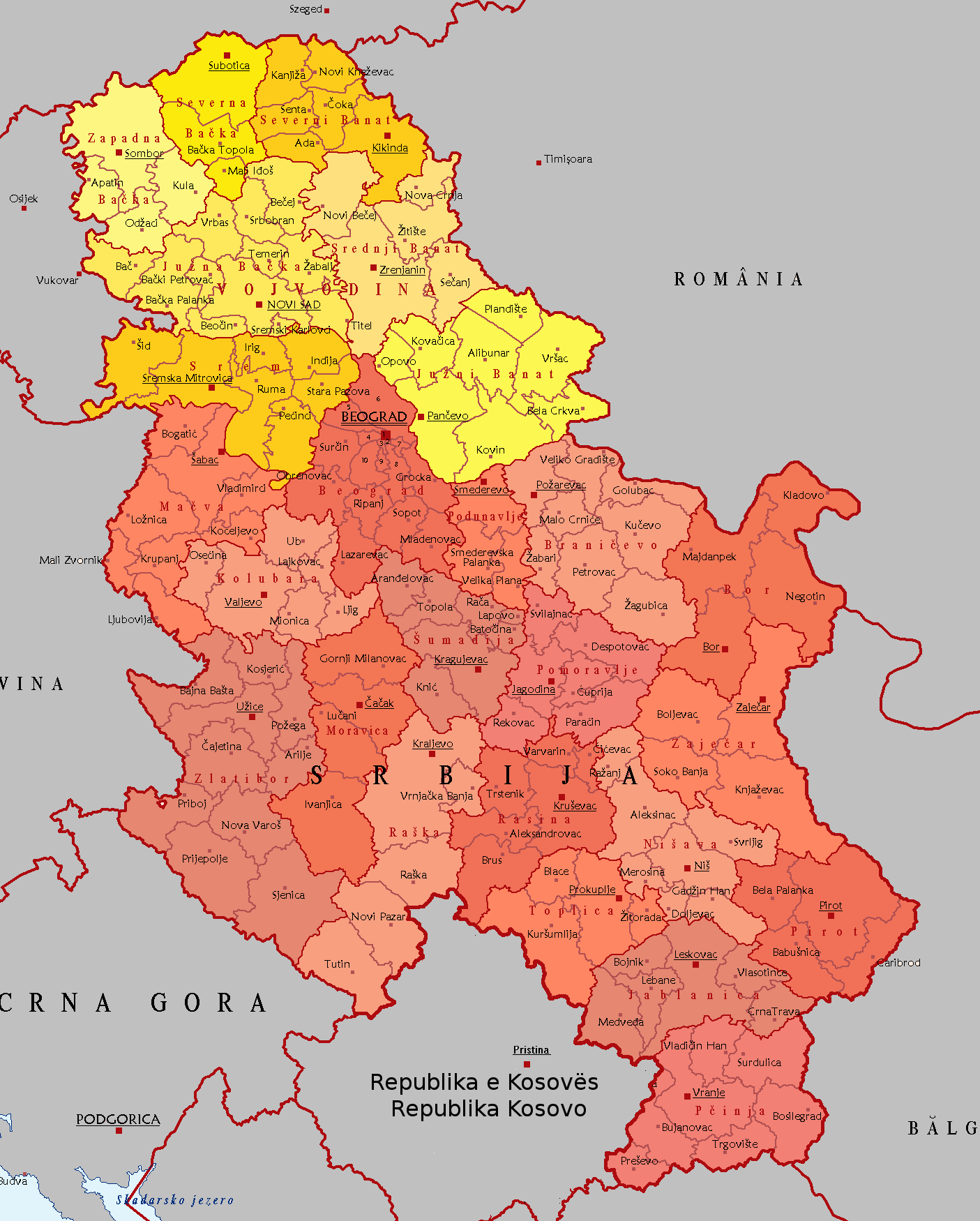
Municipis i ciutats de Sèrbia.

Sèrbia es divideix en 150 municipis (en serbi:opštine) i 24 ciutats (gradovi), que són les unitats bàsiques de l'autogovern local. La ciutat pot o no estar dividida en "municipis de ciutat" (gradske opštine). Sis ciutats (Belgrad, Novi Sad, Niš, Kragujevac, Požarevac i Vranje) comprenen diversos municipis, dividits en "urbans" i "altres" (suburbans). Hi ha 33 municipis de ciutat (17 a Belgrad, 5 a Niš, 5 a Kragujevac, 2 a Novi Sad, 2 a Požarevac i 2 a Vranje).
Dels 150 municipis, 47 es troben a Sèrbia Meridional i Oriental, 52 a Šumadija i Sèrbia Occidental, 39 a la Voivodina i 28 (de facto 37) a Kosovo. De les 24 ciutats, 6 es troben a Sèrbia Meridional i Oriental, 10 a Šumadija i Sèrbia Occidental, 6 a la Voivodina, i 1 a Kosovo, i una ciutat, Belgrad, té l'estatus de regió estadística separada.
Els dos municipis més grans per nombre d'habitants són Novi Sad amb 307.760 i Nou Belgrad amb 212.104 segons el cens del 2011.

## Municipis
Com en molts altres països, els municipis són les entitats bàsiques de l'autogovern local a Sèrbia. El cap del municipi és el President del municipi, mentre que el poder executiu l'ostenta el Consell Municipial, i el poder legislatiu l'Assemblea municipal. Aquesta assemblea és escollida en eleccions locals cada 4 anys, mentre que el president i el consell són elegits per l'assemblea. Els municipis disposen de propietats (incloent empreses de servei públic) i d'un pressupost. Si bé oficialment només les ciutats tenen alcaldes (gradonačelnici), informalment també s'anomena així els presidents dels municipis.
El territori del municipi està format per un centre (seu del municipi) i els pobles que l'envolten. El municipi porta el nom de la seva seu. (per exemple, el territori del Municipi de Kikinda està format per la ciutat de Kikinda, que és la seu del municipi, i els pobles que l'envolten.).
Els qui advoquen per una reforma del sistema d'autogovern local serbi remarquen que els municipis serbis (amb una mitjana de 50.000 ciutadans per municipi) són els més grans d'Europa, tant per territori com per nombre d'habitants, i com a tals poden resultar ineficients gestionant les necessitats dels ciutadans i distribuint els recursos del pressupost del país.

## Les ciutats i els seus municipis
Les ciutats són un altre tipus d'autogovern local. Els territoris amb estatus de ciutat solen tenir més de 100.000 habitants, però solen ser molt semblants als municipis. Hi ha 23 ciutats, cadascuna de les quals té la seva pròpia assemblea i pressupost. Com ja s'ha dit, només les ciutats tenen oficialment alcaldes, però sovint s'anomena també alcaldes als presidents dels municipis a la parla quotidiana.
Com en el cas dels municipis, el territori d'una ciutat està constituït per la ciutat en si i els pobles que l'envolten. Totes les ciutats i municipis formen part d'un districte. L'excepció n'és la ciutat de Belgrad, que és un districte per si mateixa.
Les ciutats poden o no estar dividides en municipis de ciutat. Sis ciutats (Belgrad, Novi Sad, Niš, Požarevac, Kragujevac i Vranje) comprenen diversos municipis, dividits en àrees urbanes i suburbanes. Les competències es reparteixen entre les ciutats i els municipis que les conformen. De les ciutats esmentades, tan sols Novi Sad no va experimentar una transformació total, ja que el municipi de recent formació de Petrovaradin només existeix formalment, de manera que el Municipi de Novi Sad és a la pràctica el mateix que la Ciutat de Novi Sad. Els municipis de les sis ciutats suara esmentades també tenen les seves pròpies assemblees i altres privilegis.

## Municipis i ciutats de Kosovo
Les lleis sèrbies tracten Kosovo com a part integral del territori de Sèrbia (Província Autònoma de Kosovo i Metohija). La llei d'organització territorial defineix 28 municipis i una ciutat al territori de Kosovo. Des de l'any 1999, però, Kosovo és administrada per l'UNMIK (administració de les Nacions Unides), que va modificar l'organització territorial del territori de Kosovo. L'any 2000 el municipi de Gora va ser fusionat amb el d'Opolje (part del municipi de Prizren) per formar el nou municipi de Dragaš, i es va crear un nou municipi: Mališevo. Més tard, entre el 2005 i el 2008, es van crear 7 nous municipis: Gračanica, Đeneral Janković, Junik, Parteš, Klokot-Vrbovac, Ranilug i Mamuša. Aquests canvis no van ser reconeguts pel Govern de Sèrbia, tot i que alguns dels municipis de nova creació tenen una majoria sèrbia, i alguns serbis participen en les eleccions locals. En tres d'aquests municipis (Gračanica, Klokot-Vrbovac i Ranilug), els partits serbis van obtenir majoria a les eleccions del 2009.

## Llista de municipis
Aquesta és una llista dels municipis de Sèrbia segons els defineix la Llei d'Organització Territorial. No inclou els municipis de Kosovo creats per l'UNMIK des del 1999. Les dades de la població s'han extret del cens de 2002. El cens no es va efectuar a Kosovo, sota l'administració de l'UNMIK, de manera que els nombres de població pels municipis de Kosovo no es mostren.
| №   | Escut d'armes | Municipi            | Districte                       | Superfície [km²] | Població |
| --- | ------------- | ------------------- | ------------------------------- | ---------------- | -------- |
| 23  |               | Bor                 | Districte de Bor                | 856              | 55.817   |
| 63  |               | Kladovo             | Districte de Bor                | 629              | 23.622   |
| 86  |               | Majdanpek           | Districte de Bor                | 932              | 23.703   |
| 93  |               | Negotin             | Districte de Bor                | 1.089            | 43.551   |
| 29  |               | Veliko Gradište     | Districte de Braničevo          | 344              | 20.659   |
| 41  |               | Golubac             | Districte de Braničevo          | 368              | 9.913    |
| 89  |               | Malo Crniće         | Districte de Braničevo          | 271              | 13.853   |
| 50  |               | Žabari              | Districte de Braničevo          | 264              | 13.034   |
| 105 |               | Petrovac na Mlavi   | Districte de Braničevo          | 655              | 34.511   |
| 77  |               | Kučevo              | Districte de Braničevo          | 721              | 18.808   |
| 51  |               | Žagubica            | Districte de Braničevo          | 760              | 14.823   |
| 21  |               | Bojnik              | Districte de Jablanica          | 264              | 13.118   |
| 80  |               | Lebane              | Districte de Jablanica          | 337              | 24.918   |
| 90  |               | Medveđa             | Districte de Jablanica          | 524              | 10.760   |
| 33  |               | Vlasotince          | Districte de Jablanica          | 308              | 33.312   |
| 145 |               | Crna Trava          | Districte de Jablanica          | 312              | 2.563    |
| 102 |               | Osečina             | Districte de Kolubara           | 319              | 15.135   |
| 143 |               | Ub                  | Districte de Kolubara           | 456              | 32.104   |
| 78  |               | Lajkovac            | Districte de Kolubara           | 186              | 17.062   |
| 92  |               | Mionica             | Districte de Kolubara           | 329              | 16.513   |
| 84  |               | Ljig                | Districte de Kolubara           | 279              | 14.629   |
| 20  |               | Bogatić             | Districte de Mačva              | 384              | 32.990   |
| 31  |               | Vladimirci          | Districte de Mačva              | 338              | 20.373   |
| 73  |               | Koceljeva           | Districte de Mačva              | 257              | 15.636   |
| 87  |               | Mali Zvornik        | Districte de Mačva              | 184              | 14.076   |
| 74  |               | Krupanj             | Districte de Mačva              | 342              | 20.192   |
| 85  |               | Ljubovija           | Districte de Mačva              | 356              | 17.052   |
| 43  |               | Gornji Milanovac    | Districte de Moravica           | 836              | 47.641   |
| 83  |               | Lučani              | Districte de Moravica           | 454              | 26.614   |
| 56  |               | Ivanjica            | Districte de Moravica           | 1,090            | 35.445   |
| 3   |               | Aleksinac           | Districte de Nišava             | 707              | 57.749   |
| 123 |               | Svrljig             | Districte de Nišava             | 497              | 17.284   |
| 91  |               | Merošina            | Districte de Nišava             | 193              | 14.812   |
| 117 |               | Ražanj              | Districte de Nišava             | 289              | 11.369   |
| 47  |               | Doljevac            | Districte de Nišava             | 121              | 19.561   |
| 38  |               | Gadžin Han          | Districte de Nišava             | 325              | 10.464   |
| 32  |               | Vladičin Han        | Districte de Pčinja             | 366              | 23.703   |
| 134 |               | Surdulica           | Districte de Pčinja             | 628              | 22.190   |
| 24  |               | Bosilegrad          | Districte de Pčinja             | 571              | 9.931    |
| 138 |               | Trgovište           | Districte de Pčinja             | 370              | 6.372    |
| 26  |               | Bujanovac           | Districte de Pčinja             | 461              | 43.302   |
| 112 |               | Preševo             | Districte de Pčinja             | 264              | 34.904   |
| 15  |               | Bela Palanka        | Districte de Pirot              | 951              | 14.381   |
| 108 |               | Pirot               | Districte de Pirot              | 1,232            | 63.791   |
| 8   |               | Babušnica           | Districte de Pirot              | 529              | 15.734   |
| 46  |               | Dimitrovgrad        | Districte de Pirot              | 483              | 11.748   |
| 127 |               | Smederevska Palanka | Districte de Podunavlje         | 422              | 56.011   |
| 28  |               | Velika Plana        | Districte de Podunavlje         | 345              | 44.470   |
| 142 |               | Ćuprija             | Districte de Pomoravlje         | 287              | 33.567   |
| 104 |               | Paraćin             | Districte de Pomoravlje         | 542              | 58.301   |
| 122 |               | Svilajnac           | Districte de Pomoravlje         | 326              | 25.511   |
| 44  |               | Despotovac          | Districte de Pomoravlje         | 623              | 25.611   |
| 120 |               | Rekovac             | Districte de Pomoravlje         | 366              | 13.551   |
| 27  |               | Varvarin            | Districte de Rasina             | 249              | 20.122   |
| 139 |               | Trstenik            | Districte de Rasina             | 448              | 49.043   |
| 141 |               | Ćićevac             | Districte de Rasina             | 124              | 10.755   |
| 2   |               | Aleksandrovac       | Districte de Rasina             | 387              | 29.389   |
| 25  |               | Brus                | Districte de Rasina             | 606              | 18.764   |
| 35  |               | Vrnjačka Banja      | Districte de Raška              | 239              | 26.492   |
| 119 |               | Raška               | Districte de Raška              | 670              | 26.981   |
| 140 |               | Tutin               | Districte de Raška              | 742              | 30.054   |
| 6   |               | Aranđelovac         | Districte de Šumadija           | 376              | 48.129   |
| 137 |               | Topola              | Districte de Šumadija           | 356              | 25.292   |
| 118 |               | Rača                | Districte de Šumadija           | 216              | 12.959   |
| 10  |               | Batočina            | Districte de Šumadija           | 136              | 12.220   |
| 65  |               | Knić                | Districte de Šumadija           | 413              | 16.148   |
| 79  |               | Lapovo              | Districte de Šumadija           | 55               | 8.228    |
| 116 |               | Prokuplje           | Districte de Toplica            | 759              | 48.501   |
| 19  |               | Blace               | Districte de Toplica            | 306              | 13.759   |
| 76  |               | Kuršumlija          | Districte de Toplica            | 952              | 21.608   |
| 53  |               | Žitorađa            | Districte de Toplica            | 214              | 18.207   |
| 22  |               | Boljevac            | Districte de Zaječar            | 828              | 15.849   |
| 66  |               | Knjaževac           | Districte de Zaječar            | 1,202            | 37.172   |
| 128 |               | Sokobanja           | Districte de Zaječar            | 525              | 18.571   |
| 9   |               | Bajina Bašta        | Districte de Zlatibor           | 673              | 28.776   |
| 69  |               | Kosjerić            | Districte de Zlatibor           | 358              | 14.001   |
| 111 |               | Požega              | Districte de Zlatibor           | 426              | 32.293   |
| 146 |               | Čajetina            | Districte de Zlatibor           | 647              | 15.628   |
| 7   |               | Arilje              | Districte de Zlatibor           | 349              | 19.784   |
| 94  |               | Nova Varoš          | Districte de Zlatibor           | 581              | 19.982   |
| 115 |               | Prijepolje          | Districte de Zlatibor           | 827              | 41.188   |
| 126 |               | Sjenica             | Districte de Zlatibor           | 1,059            | 34.500   |
| 113 |               | Priboj              | Districte de Zlatibor           | 553              | 30.377   |
| 96  |               | Novi Bečej          | Districte de Banat Central      | 609              | 26.924   |
| 95  |               | Nova Crnja          | Districte de Banat Central      | 273              | 12.705   |
| 52  |               | Žitište             | Districte de Banat Central      | 525              | 20.399   |
| 125 |               | Sečanj              | Districte de Banat Central      | 523              | 16.377   |
| 13  |               | Bačka Topola        | Districte de Bačka del nord     | 596              | 38.245   |
| 88  |               | Mali Iđoš           | Districte de Bačka del nord     | 175              | 13.494   |
| 60  |               | Kanjiža             | Districte de Banat del nord     | 399              | 27.510   |
| 124 |               | Senta               | Districte de Banat del nord     | 293              | 25.568   |
| 1   |               | Ada                 | Districte de Banat del nord     | 229              | 18.994   |
| 147 |               | Čoka                | Districte de Banat del nord     | 321              | 13.832   |
| 97  |               | Novi Kneževac       | Districte de Banat del nord     | 305              | 12.975   |
| 62  |               | Kikinda             | Districte de Banat del nord     | 782              | 59.329   |
| 130 |               | Srbobran            | Districte de Bačka del sud      | 284              | 17.855   |
| 11  |               | Bač                 | Districte de Bačka del sud      | 367              | 16.268   |
| 18  |               | Bečej               | Districte de Bačka del sud      | 487              | 40.987   |
| 34  |               | Vrbas               | Districte de Bačka del sud      | 376              | 45.852   |
| 12  |               | Bačka Palanka       | Districte de Bačka del sud      | 579              | 60.966   |
| 14  |               | Bački Petrovac      | Districte de Bačka del sud      | 158              | 14.681   |
| 49  |               | Žabalj              | Districte de Bačka del sud      | 400              | 27.513   |
| 136 |               | Titel               | Districte de Bačka del sud      | 262              | 17.050   |
| 135 |               | Temerin             | Districte de Bačka del sud      | 170              | 28.275   |
| 17  |               | Beočin              | Districte de Bačka del sud      | 186              | 16.086   |
| 131 |               | Sremski Karlovci    | Districte de Bačka del sud      | 51               | 8.839    |
| 109 |               | Plandište           | Districte de Banat del sud      | 383              | 13.377   |
| 100 |               | Opovo               | Districte de Banat del sud      | 203              | 11.016   |
| 67  |               | Kovačica            | Districte de Banat del sud      | 419              | 27.890   |
| 4   |               | Alibunar            | Districte de Banat del sud      | 602              | 22.954   |
| 36  |               | Vršac               | Districte de Banat del sud      | 1,324            | 54.369   |
| 16  |               | Bela Crkva          | Districte de Banat del sud      | 353              | 20.367   |
| 68  |               | Kovin               | Districte de Banat del sud      | 730              | 36.802   |
| 148 |               | Šid                 | Districte de Srem               | 687              | 38.973   |
| 57  |               | Inđija              | Districte de Srem               | 384              | 49.609   |
| 58  |               | Irig                | Districte de Srem               | 230              | 12.329   |
| 121 |               | Ruma                | Districte de Srem               | 582              | 60.006   |
| 132 |               | Stara Pazova        | Districte de Srem               | 351              | 67.576   |
| 107 |               | Pećinci             | Districte de Srem               | 489              | 21.506   |
| 5   |               | Apatin              | Districte de Bačka Occidental   | 333              | 32.813   |
| 103 |               | Odžaci              | Districte de Bačka Occidental   | 411              | 35.582   |
| 75  |               | Kula                | Districte de Bačka Occidental   | 481              | 48.353   |
| 39  |               | Glogovac            | Districte de Kosovo             | 290              |          |
| 70  |               | Kosovo Polje        | Districte de Kosovo             | 89               |          |
| 82  |               | Lipljan             | Districte de Kosovo             | 401              |          |
| 99  |               | Obilić              | Districte de Kosovo             | 105              |          |
| 110 |               | Podujevo            | Districte de Kosovo             | 625              |          |
| 144 |               | Uroševac            | Districte de Kosovo             | 344              |          |
| 149 |               | Štimlje             | Districte de Kosovo             | 134              |          |
| 61  |               | Kačanik             | Districte de Kosovo             | 294              |          |
| 150 |               | Štrpce              | Districte de Kosovo             | 248              |          |
| 71  |               | Kosovska Kamenica   | Districte de Kosovo-Pomoravlje  | 509              |          |
| 98  |               | Novo Brdo           | Districte de Kosovo-Pomoravlje  | 81               |          |
| 40  |               | Gnjilane            | Districte de Kosovo-Pomoravlje  | 510              |          |
| 30  |               | Vitina              | Districte de Kosovo-Pomoravlje  | 289              |          |
| 72  |               | Kosovska Mitrovica  | Districte de Kosovska Mitrovica | 336              |          |
| 81  |               | Leposavić           | Districte de Kosovska Mitrovica | 539              |          |
| 129 |               | Srbica              | Districte de Kosovska Mitrovica | 374              |          |
| 37  |               | Vučitrn             | Districte de Kosovska Mitrovica | 353              |          |
| 55  |               | Zubin Potok         | Districte de Kosovska Mitrovica | 328              |          |
| 54  |               | Zvečan              | Districte de Kosovska Mitrovica | 123              |          |
| 106 |               | Peć                 | Districte de Peć                | 603              |          |
| 59  |               | Istok               | Districte de Peć                | 464              |          |
| 64  |               | Klina               | Districte de Peć                | 403              |          |
| 48  |               | Đakovica            | Districte de Peć                | 587              |          |
| 45  |               | Dečani              | Districte de Peć                | 402              |          |
| 101 |               | Orahovac            | Districte de Prizren            | 401              |          |
| 133 |               | Suva Reka           | Districte de Prizren            | 434              |          |
| 114 |               | Prizren             | Districte de Prizren            | 757              |          |
| 42  |               | Gora1               | Districte de Prizren            | 310              |          |

1.^ La seu del municipi és Dragaš

## Llista de ciutats i municipis de ciutat
| №                | Escut d'armes          | Ciutat            | Districte                           | Escut d'armes | Municipi de ciutat | Superfície [km²] | Població |
| ---------------- | ---------------------- | ----------------- | ----------------------------------- | ------------- | ------------------ | ---------------- | -------- |
| 1                |                        | Valjevo           | Districte de Kolubara               | no en té      | no en té           | 905              | 90.301   |
| 2                |                        | Vranje            | Districte de Pčinja                 |               | Vranje             | 860              | 82.782   |
| 2                | Vranjska Banja         | Vranje            | Districte de Pčinja                 |               |                    | 860              | 82.782   |
| 3                |                        | Zaječar           | Districte de Zaječar                | no en té      | no en té           | 1.069            | 58.547   |
| 4                |                        | Zrenjanin         | Districte de Banat Central          | no en té      | no en té           | 1.324            | 123.362  |
| 5                |                        | Jagodina          | Districte de Pomoravlje             | no en té      | no en té           | 470              | 71.195   |
| 6                |                        | Kragujevac        | Districte de Šumadija               |               | Aerodrom           | 232              | 36.217   |
| 6                |                        | Kragujevac        | Districte de Šumadija               | Pivara        | 258                | 49.154           |          |
| 6                |                        | Kragujevac        | Districte de Šumadija               | Stanovo       | 155                | 39.252           |          |
| 6                |                        | Kragujevac        | Districte de Šumadija               | Stari Grad    | 16                 | 62.794           |          |
| 6                |                        | Kragujevac        | Districte de Šumadija               | Stragari      | 165                | 4.500            |          |
| 7                |                        | Kraljevo          | Districte de Raška                  | no en té      | no en té           | 1.530            | 125.488  |
| 8                |                        | Kruševac          | Districte de Rasina                 | no en té      | no en té           | 854              | 128.752  |
| 9                |                        | Leskovac          | Districte de Jablanica              | no en té      | no en té           | 1.025            | 144.206  |
| 10               |                        | Loznica           | Districte de Mačva                  | no en té      | no en té           | 612              | 78.788   |
| 11               |                        | Niš               | Districte de Nišava                 |               | Medijana           | 16               | 88.010   |
| 11               |                        | Niš               | Districte de Nišava                 | Palilula      | 117                | 71.707           |          |
| 11               |                        | Niš               | Districte de Nišava                 | Pantelej      | 142                | 52.290           |          |
| 11               |                        | Niš               | Districte de Nišava                 | Crveni Krst   | 182                | 31,762           |          |
| 11               |                        | Niš               | Districte de Nišava                 | Niška Banja   | 145                | 14.098           |          |
| 12               |                        | Novi Pazar        | Districte de Raška                  | no en té      | no en té           | 742              | 100.410  |
| 13               |                        | Novi Sad          | Districte de Bačka del sud          |               | Novi Sad           | 699              | 341.625  |
| 13               | Petrovaradin (obsolet) | Novi Sad          | Districte de Bačka del sud          |               |                    | 699              | 341.625  |
| 14               |                        | Pančevo           | Districte de Banat del sud          | no en té      | no en té           | 759              | 123.414  |
| 15               |                        | Požarevac         | Districte de Braničevo              |               | Požarevac          | 482              | 74.902   |
| 15               | Kostolac               | Požarevac         | Districte de Braničevo              |               |                    | 482              | 74.902   |
| 16               |                        | Priština          | Districte de Kosovo                 | no en té      | no en té           | 854              |          |
| 17               |                        | Smederevo         | Districte de Podunavlje             | no en té      | no en té           | 484              | 107.528  |
| 18               |                        | Sombor            | Districte de Bačka Occidental       | no en té      | no en té           | 1.178            | 87.815   |
| 19               |                        | Sremska Mitrovica | Districte de Srem                   | no en té      | no en té           | 762              | 85.902   |
| 20               |                        | Subotica          | Districte de Bačka del nord         | no en té      | no en té           | 1.008            | 141.554  |
| 21               |                        | Užice             | Districte de Zlatibor               | no en té      | no en té           | 667              | 78.018   |
| 22               |                        | Čačak             | Districte de Moravica               | no en té      | no en té           | 636              | 115.337  |
| 23               |                        | Šabac             | Districte de Mačva                  | no en té      | no en té           | 795              | 115.347  |
| estatus especial |                        | Ciutat de Belgrad | Forma un districte per ella mateixa |               | Barajevo           | 213              | 24.641   |
| estatus especial |                        | Ciutat de Belgrad | Forma un districte per ella mateixa | Čukarica      | 155                | 179.031          |          |
| estatus especial |                        | Ciutat de Belgrad | Forma un districte per ella mateixa | Grocka        | 289                | 83.398           |          |
| estatus especial |                        | Ciutat de Belgrad | Forma un districte per ella mateixa | Lazarevac     | 384                | 58.224           |          |
| estatus especial |                        | Ciutat de Belgrad | Forma un districte per ella mateixa | Mladenovac    | 339                | 53.050           |          |
| estatus especial |                        | Ciutat de Belgrad | Forma un districte per ella mateixa | Novi Beograd  | 41                 | 212.104          |          |
| estatus especial |                        | Ciutat de Belgrad | Forma un districte per ella mateixa | Obrenovac     | 411                | 71.419           |          |
| estatus especial |                        | Ciutat de Belgrad | Forma un districte per ella mateixa | Palilula      | 447                | 170.593          |          |
| estatus especial |                        | Ciutat de Belgrad | Forma un districte per ella mateixa | Rakovica      | 29                 | 108.413          |          |
| estatus especial |                        | Ciutat de Belgrad | Forma un districte per ella mateixa | Savski Venac  | 16                 | 38.660           |          |
| estatus especial |                        | Ciutat de Belgrad | Forma un districte per ella mateixa | Sopot         | 271                | 20.199           |          |
| estatus especial |                        | Ciutat de Belgrad | Forma un districte per ella mateixa | Stari Grad    | 7                  | 48.061           |          |
| estatus especial |                        | Ciutat de Belgrad | Forma un districte per ella mateixa | Surčin        | 285                | 42.012           |          |
| estatus especial |                        | Ciutat de Belgrad | Forma un districte per ella mateixa | Voždovac      | 150                | 157.152          |          |
| estatus especial |                        | Ciutat de Belgrad | Forma un districte per ella mateixa | Vračar        | 3                  | 55.463           |          |
| estatus especial |                        | Ciutat de Belgrad | Forma un districte per ella mateixa | Zemun         | 154                | 166.292          |          |
| estatus especial |                        | Ciutat de Belgrad | Forma un districte per ella mateixa | Zvezdara      | 31                 | 148.014          |          |